# Toni (futbolista)
António José da Conceição Oliveira (Mogofores, Portugal; 14 de octubre de 1946), conocido como Toni, es un exfutbolista y entrenador portugués que jugó como centrocampista.

## Trayectoria como futbolista
Toni comenzó a jugar fútbol organizado en el Anadia FC y se unió a la Académica del Coimbra a la edad de 18 años cuando fue contratado por el entrenador Mário Wilson. Durante su paso por este último club, rara vez jugó durante las tres temporadas de la Primeira Liga.
El 9 de junio de 1968 fichó por el SL Benfica por una tasa de transferencia de 1.305.000 escudos. Marcó un gol en 22 partidos en su campaña de debut, ayudando a su equipo al campeonato nacional.
Toni formó parte de los legendarios equipos dirigidos por Jimmy Hagan que ganaron ligas nacionales consecutivas de 1971 a 1973, perdiendo solo un partido en 60. A esta hazaña, contribuyó con tres goles combinados en 50 apariciones; antes de retirarse en 1981 a los 34 años, participó en 391 partidos competitivos con su club principal (23 goles) y fue nombrado Futbolista portugués del año en 1972.

### Selección nacional
Toni jugó 32 partidos con Portugal y debutó el 12 de octubre de 1969 en una derrota por 0-1 ante Rumanía en las eliminatorias de la Copa Mundial de la FIFA de 1970. Su último partido ocurrió ocho años después, en una derrota por 0-2 en un amistoso en Francia.
Toni formó parte del equipo del país en la Copa de la Independencia de Brasil de 1972, la cual perdieron ante los anfitriones.

## Trayectoria como entrenador
Un año después de retirarse, Toni comenzó a trabajar como asistente en el Benfica, ocupando sucesivamente el puesto bajo las órdenes de Sven-Göran Eriksson, Pál Csernai, John Mortimore y Ebbe Skovdahl. Fue ascendido a entrenador en jefe a principios de la temporada 1987–88 y llevó al equipo al segundo lugar de la liga y la final de la Copa de Europa, aunque la perdió ante el PSV Eindhoven en los penales. 
Toni dirigió al Benfica a su 28.º campeonato nacional en la campaña 1988-89, perdiendo sólo dos veces en 38 partidos. Después de reemplazar al despedido Tomislav Ivić en noviembre de 1992, ganó otra liga en 1994.
A partir de 1994, Toni pasó un año trabajando en el extranjero, con el Girondins de Burdeos de la Ligue 1 y el Sevilla FC en la Liga española. Con el primero ganó la Copa Intertoto de la UEFA, pero fue despedido por malos resultados en el frente doméstico; con este último, llegó al Estadio Ramón Sánchez Pizjuán junto al jugador Emílio Peixe, siendo relevado de sus funciones el 15 de octubre de 1995 tras una derrota por 0-3 en casa ante el RCD Espanyol.
En 1999 asistió a su compatriota Carlos Queiroz en la Selección de fútbol de los Emiratos Árabes Unidos. En diciembre del año siguiente, el primero regresó al Benfica para un tercer período después de que José Mourinho renunciara al cargo como nuevo presidente Manuel Vilarinho había declarado su intención de traer a Toni durante la campaña electoral, y Mourinho se fue a mediados de 2000-01.
En los años siguientes, Toni estuvo a cargo de Shenyang Jinde FC (Superliga China), Al-Ahly SC (Premier League egipcia, ganando la Supercopa nacional), Ettifaq FC (Liga Profesional Saudí, llevándolos al cuarto puesto) y Al -Sharjah SCC (Liga Árabe del Golfo de los Emiratos Árabes Unidos). Durante la Copa Mundial de la FIFA 2010, actuó como analista de partidos para Costa de Marfil.
Toni regresó a Arabia Saudí en el verano de 2010 y alcanzó las semifinales de la Liga de Campeones de la AFC con el Al-Ittihad Jeddah. El 9 de junio de 2012, firmó un contrato de dos años con el club Tractor Sazi FC de la Pro League de Irán.
Después de no clasificarse en la fase de grupos de la Liga de Campeones de 2013, se anunció que el contrato de Toni no sería renovado y se fue en mayo. Sin embargo, regresó el 28 de enero de 2014 y ganó la Copa Hazfi de esa temporada tras derrotar al Mes Kerman FC.
El 12 de febrero de 2015, Toni regresó a Tractor para un tercer período después de acordar un contrato de un año y medio pero dejó su cargo en diciembre.

## Vida personal
El hijo de Toni, también llamado António, de igual manera fue jugador de fútbol y ahora es entrenador.

## Estadísticas gerenciales
Al 30 de noviembre de 2015
| Benfica        | Noviembre de 1987 | Junio de 1989      | 87 | 52 | 24 | 11 | 59,77 |
| Benfica        | Octubre de 1992   | Julio de 1994      | 86 | 57 | 20 | 9  | 66,28 |
| Burdeos        | Julio de 1994     | Mayo de 1995       | 34 | 16 | 7  | 11 | 47,06 |
| Sevilla        | Junio de 1995     | Octubre de 1995    | 10 | 2  | 4  | 4  | 20,00 |
| Benfica        | Diciembre de 2000 | Diciembre de 2001  | 43 | 17 | 16 | 10 | 39,53 |
| Shenyang Jinde | Mayo de 2002      | Mayo de 2003       | 31 | 11 | 8  | 12 | 35,48 |
| Al-Ahly        | Julio de 2003     | Septiembre de 2003 | 8  | 3  | 2  | 3  | 37,50 |
| Al-Ittifaq     | Junio de 2007     | Junio de 2008      | 28 | 13 | 7  | 8  | 46,43 |
| Al-Sharjah     | Junio de 2008     | Septiembre de 2009 | 26 | 8  | 3  | 15 | 30,77 |
| Ittihad        | Agosto de 2010    | Junio de 2011      | 23 | 12 | 8  | 3  | 52,17 |
| Tractor        | junio 2012        | Mayo 2013          | 42 | 20 | 13 | 9  | 47,62 |
| Tractor        | Enero 2014        | Junio de 2014      | 14 | 6  | 2  | 6  | 42,86 |
| Tractor        | Febrero de 2015   | Diciembre de 2015  | 32 | 16 | 9  | 7  | 50,00 |
| Kazma          | Julio de 2017     | Junio de 2019      | 64 | 27 | 21 | 16 | 42,19 |

## Palmarés

### Jugador

#### Club
Académica
- Copa de Portugal: Subcampeón 1966–67

Benfica
- Primeira Liga: 1968–69 , 1970–71 , 1971–72 , 1972–73 , 1974–75 , 1975–76 , 1976–77 , 1980–81
- Copa de Portugal:[20] 1968–69 , 1969–70, 1971–72, 1979–80
- Supercopa de Portugal: 1979
- Taça de Honra (6)[20]

#### Individual
- Futbolista portugués del año: 1972

### Gerente

#### Club
Benfica
- Primeira Liga: 1988–89 , 1993–94
- Copa de Portugal: 1992-1993
- Supercopa de Portugal: Subcampeón 1987 , 1993
- Copa de Europa: Subcampeón 1987–88

Burdeos
- Copa Intertoto de la UEFA: 1995

Al-Ahly
- Supercopa de Egipto: 2003

Al-Ittifaq
- Copa Príncipe Heredero de Arabia Saudita : Subcampeón 2008
- Copa de Clubes Campeones del Golfo: Subcampeón 2007

Ittihad
- Copa del Rey de Campeones: Subcampeón 2011

Tractor
- Copa Hazfi: 2013-14

Kazma
- Copa Federación de Kuwait: 2017-18

#### Individual
- Gerente de IFCA del mes: febrero de 2015